# Henrik Koefoed
Henrik Koefoed, född 25 november 1955 i Köpenhamn, är en dansk skådespelare, manusförfattare och röstskådespelare.

## Filmografi (urval)
- 1988 – Vid vägen
- 1994 – Riket
- 1997 – Hjerteflimmer
- 1997 – Svensk roulette
- 1998 – Danska Olsenbandet tar hem spelet
- 2004 – Krönikan
- 2006 – Absalons hemlighet

## Teater

### Roller
| År   | Roll  | Produktion                                             | Regi            | Teater               |
| ---- | ----- | ------------------------------------------------------ | --------------- | -------------------- |
| 1986 | David | Natten er dagens mor (Natten är dagens mor) Lars Norén | Göran Stangertz | Det Kongelige Teater |